# Musvit
Musvitten (latin: Parus major) er en spurvefugl i mejsefamilien og en meget almindelig ynglestandfugl og ynglestrejffugl i Danmark, både i skov og by. Den regnes for at være Danmarks femtemest almindelige fugl og er også almindelig som træk- og vintergæst fra Skandinavien, Finland og Baltikum. Musvitten er i øvrigt udbredt i hele Europa, Mellemøsten, nordlige og centrale Asien og dele af Nordafrika.
Tidligere blev en række underarter anset for at høre til musvit-arten, men nylige DNA-undersøgelser har vist, at disse andre underarter er anderledes end musvitten, og siden 2005 er der fastsat to andre arter, hvortil disse underarter hører: Grå musvit, der er udbredt i det sydlige Asien, og lille musvit, der findes i det østlige Rusland, Japan og andre dele af det østlige Asien. Musvitten er dog klart den talmæssigt mest udbredte art i Parus-slægten.
Musvitten er en karakteristisk fugl med sit sorte hoved og sin sorte nakke med fremtrædende lyse pletter på kinderne og olivenfarvede overside og gul underside med visse variationer blandt underarterne. Den er primært insektæder i sommerperioden, men æder mange former for føde på andre tidspunkter af året herunder også små flagermus i dvale. Som andre mejse-arter bygger den rede i hulninger typisk i et hul i et træ. Hunnen lægger omkring 12 æg og udruger dem selv, mens ungerne plejes af begge forældre i fællesskab. Mange gange får et par to kuld om året. Rederne kan blive angrebet af spætte, egern og væsel samt af lopper, mens de voksne fugle efterstræbes af spurvehøg. Musvitten har i stor udstrækning tilpasset sig menneskets forandringer af naturen og er almindeligt forekommende i bymæssige omgivelser som parker og haver.

## Taksonomi
Musvitten blev oprindeligt beskrevet under sit nuværende videnskabelige artsnavn, Parus major, af Linné i hans værk Systema Naturae i 1700-tallet.
Musvittens udbredelsesområde blev tidligere regnet som gående fra de Britiske Øer i vest til Japan i øst og mod syd til Indonesien med 36 underarter hørende til fire hovedartsgrupper. Parus major-gruppen havde 13 underarter hørende hjemme i Europa, det tempererede Asien og Nordafrika, Parus minor-gruppen havde 9 underarter udbredt i det sydøstlige Rusland, Japan og ned til det sydøstlige Asien, Parus cinereus-gruppen havde 11 underarter, som hørte hjemme fra Iran over det sydlige Asien til Indonesien, og endelig var der tre Parus bokharensis-underarter, der ofte blev betragtet som selvstændige arter, der som ringarter hørte hjemme i området omkring det Tibetanske Plateau, hvorfra generne spredte sig blandt underarterne. Denne teori blev tilbagevist efter undersøgelser af serier af mitokondrielt DNA, der viste, at der var tale om fire monofyletiske grupper. Man kunne også bestemme, at krydsningszonerne mellem grupperne var et resultat af underordnet kontakt efter en temporær isolationsperiode.
Et studie offentliggjort i 2005 bekræftede, at major-gruppen adskiller sig fra minor- og cinereus-grupperne og sammen med P. m. bokharensis udskilte sig fra de to andre grupper for omkring 1,5 millioner år siden. Afvigelsen mellem major- og bokharensis-grupperne vurderes at have fundet sted for omkring en halv million år siden. Studiet undersøgte også hybrider mellem major- og minor-grupperne i Amurdalen, hvor de to grupper mødes. Hybrider viste sig at være sjældne, hvilket antyder, at der eksisterer nogle reproduktionsmæssige barrierer mellem de to grupper. Studiet anbefalede, at de to østlige grupper blev udskilt som nye selvstændige arter, henholdsvis grå musvit (Parus cinereus) og lille musvit (Parus minor), men at bokharensis-gruppen fortsat skulle tilhøre den almindelige musvit-art (Parus major). Denne taksonomi følges nu af nogle autoriteter, fx IOC. Handbook of the Birds of the World har valgt en mere traditionel taksonomi, hvor minor- og cinereus-grupperne hører til major-gruppen, mens bokharensis-gruppen opfattes som en selvstændig art, hvilket dog ikke er sket uden kritik.
Den nominotypiske underart af musvitten, Parus major major, dækker over et stort geografisk område, strækkende sig fra den Iberiske Halvø til Amur-dalen og fra Skandinavien til Mellemøsten. De øvrige underarter har mere begrænsede udbredelsesområder, hvor fire af disse kun findes på bestemte øer, mens de øvrige P.m. major-underarter repræsenterer tidligere istidsrefugiumpopulationer. Dominansen af en enkelt, morfologisk ensartet underart over så stort et område antyder, at denne race hurtigt genkoloniserede et stort område efter sidste istid. Denne hypotese understøttes af genetiske studier, som tyder på en geologisk nylig populationsflaskehals fulgt af en hastig ekspansion af populationen.
Slægten Parus stod tidligere for langt den største gruppe af arter under Paridae-familien, men morfologiske og genetiske studier har ført til en opsplitning af denne store slægt i 1998. Musvitten blev bevaret i Parus-slægten og udgør sammen med Cyanistes-slægten en samling mejser kendt som "ikke-hamstrende" med henvisning til adfærden med hensyn til hamstring af føde kendt hos den anden mejse-gruppe. Parus-slægten er fortsat den største i familien men kan yderligere opsplittes. Bortset fra de øvrige arter, der tidligere regnedes som underarter, er musvittens nærmeste slægtninge Parus nuchalis og Parus monticolus i det sydlige Asien. Krydsninger med arter uden for Parus-slægten ses yderst sjældent, men er registreret med blåmejsen, sortmejsen og muligvis sumpmejsen.

### Underarter
Der er for tiden 14 anerkendte underarter af musvitten:
- P.m. newtoni, beskrevet af Pražák i 1894,[12] er udbredt på de Britiske Øer.
- P.m. major, beskrevet af Linné i 1758, er udbredt i det meste af Europa, Lilleasien, det nordlige og vestlige Kasakhstan, det sydlige Siberien og det nordlige Mongoliet så langt mod øst som til Amur-dalen.
- P.m. excelsus, beskrevet af Buvry i 1857, findes i det nordvestlige Afrika.
- P.m. corsus, beskrevet af Kleinschmidt i 1903, findes i Portugal, det sydlige Spanien og Korsika.
- P.m. mallorcae, beskrevet af von Jordans i 1913, findes på de Baleariske Øer.
- P.m. ecki, beskrevet af von Jordans i 1970, findes på Sardinien.
- P.m. niethammeri, beskrevet af von Jordans i 1970, findes på Kreta.
- P.m. aphrodite, beskrevet af Madarász i 1901, findes i det sydlige Italien, det sydlige Grækenland, på Cypern og på de Ægæiske øer.
- P.m. terrasanctae, beskrevet af Hartert i 1910, findes i Libanon, Israel, Jordan og Syrien.
- P.m. karelini, beskrevet af Zarudny i 1910, findes i det sydøstlige Aserbajdsjan og det nordvestlige Iran.
- P.m. blandfordi, beskrevet af Pražák i 1894,[12], findes i det nordlige, centrale og sydvestlige Iran, Usbekistan, Turkmenistan og længst mod nord i Iran og Afghanistan. Denne underart blev, sammen med de to følgende underarter, tidligere betragtet som selvstændige arter.
- P.m. turkestanicus, beskrevet af Zarudny og Loudon i 1905, findes fra det østlige Kasakhstan til det allernordligste Kina og vestlige Mongoliet.
- P.m. ferghanensis, beskrevet af Buturlin i 1912, findes i Tadsjikistan og Kirgisistan.

## Beskrivelse
Musvitten er den største af de danske mejser. Den er med en længde på 12,5-14 centimeter lidt mindre end en gråspurv. Musvitten har stærke og klare farver. Den mest udbredte underart, P.m. major, har en blålig-sort isse, sort hals og hoved, hvide fjer på kinder og de skjulte ører. Brystet er lyst citrongult, og den har en bred stribe på midten løbende som en slids fra halsen og ned på bugen. Den har på halsen en mat, hvid plet, der bliver grøngul oppe øverst på nakken. Resten af nakken og ryggen er grøn og olivengrøn. Vingernes dækfjer er grønne, resten af vingerne er blågrå med et hvidt vingebånd. Halen er blågrå og hvid på spidsen. Fjerdragten på hunnen er magen til hannens, men er generelt lidt blegere; halsen er mindre tydeligt sort ligesom striben ned på bugen, og striben er ofte smallere og i nogle tilfælde brudt. Ungfugle ligner hunnerne, men har bleg olivenbrun nakke og hals, grålig gump og mere grå hale med mindre tydelige hvide spidser. Næbbet er kort og spidst.
Der er nogle variationer blandt underarterne. P.m. newtoni ligner meget major-underarten, men har et lidt længere næb, lidt dybere grøn overside, mindre hvid halespids, og dens halsstribe er bredere på bugen. P.m. corsus ligner også major, men har blegere overside, mindre hvid halespids og mere gullig på brystet. P.m. mallorcae ligner også major, men har et større næb og mere grålig-blå overside og lidt blegere underside på halen. P.m. ecki er som P.m. mallorcae bortset fra en mere blålig overside og mere bleg underside. P.m. excelsus ligner major, men har en meget klarere grøn ryg, lysegul underside og ingen (eller meget lidt) hvid halespids. P.m. aphrodite har en mørkere, mere olivengrå, ryg, og dens underside er mere gul over mod en bleg cremefarve. P.m. niethammeri afviger fra aphrodite ved at have en mere bleg og mindre grønlig ryg, og dens underside er bleggul. P.m. terrasanctae ligner de to forrige underarter, men med en lidt blegere overside. P.m. blandfordi ligner major, men har mere grålig overside og skulderparti. P.m. karelini ligger et sted mellem major og blandfordi, men mangler den hvide halespids. Fjerdragten på P.m. bokharensis er noget mere grålig med en bleg cremefarvet over mod en udvasket grålig underside. Den har en større hvid plet på kinden, grå hale, vinger, ryg og hals. Den er også lidt mindre end major med et mindre næb, men længere hale. Det samme gør sig gældende for de to øvrige Turkmenistan-underarter. P.m. turkestanicus ligner bokharensis, men har et større næb og mere mørk underside. P.m. ferghanensis adskiller sig fra bokharensis ved et mindre næb, mørkere grå på siderne og mere gullig bryst hos ungfuglene.
Farven på hannens brystparti har vist sig at relatere til spermproduktionen og er en måde for hannen at vise sin evne til at reproducere over for hunnen. Større tilstedeværelse af karotenoid øger intensiteten af den gule farve på brystet og gør det samtidig lettere for spermen at modstå angreb fra frie radikaler. Karotenoid kan ikke syntetiseres af fuglen, men skal optages gennem føden. Derfor betyder en klar farve, at hannen er god til at finde føde. Bredden af hannens bugstribe, som varierer fra individ til individ, er ligeledes med til at sende et positivt signal, så hunnerne er mere tilbøjelige til at vælge hanner med brede striber.

### Stemme
Musvitten er i lighed med andre mejsearter en sangfugl og har op til 40 forskellige kald og sange. Kaldene er generelt ens på tværs af kønnene, men det er oftest hannen, der kalder. Korte enkelttonekald som "pit", "spik" og "tjit" bruges som kontaktkald. Et højt "tink" bruges af voksne hanner som advarsel eller i tvister om territorier. En af de mest almindelige sangformer er "titja, titja", der kan lyde lidt i retning af en knirkende trillebør, og den bruges til at markere ejerskab over et territorium. Der er kun begrænset geografisk variation i sangen, men fugle fra de to asiatiske grupper, der for nylig er adskilt fra musvitten, genkender og reagerer ikke på de øvrige musvitters kald.
Den såkaldte Beau Geste-teori giver et bud på en forklaring på musvittens store sangrepertoire. Titelpersonen i romanen af dette navn stillede døde soldater op mod brystværnet for at give indtryk af, at hans fort var bedre forsvaret, end det i virkeligheden var. På samme måde forklares musvittens mange forskellige kald ved, at den derved giver indtryk af, at dens territorium er tættere besat, end det faktisk er. Ligegyldigt om denne teori holder eller ej, så er det et faktum, at individer med større repertoire i sangen er mere dominerende socialt og har større ynglesucces end individer med mere begrænsede repertoirer.

## Udbredelse, habitater og trækforhold
Musvitten findes i store dele af den palæarktiske zone. Den befinder sig i det tempererede klima i store dele af Eurasien, til dels også i subtropiske områder, fra Portugal og Irland i vest til bjergområder i Mongoliet og det nordøstligste Kina i Amur-dalen. Den findes i hele Europa – undtagen øerne i Nordatlanten og den nordligste del af den skandinaviske halvø. Nordgrænsen går gennem Rusland, og de sydligste findes ved Atlasbjergene i Nordafrika. I Asien er den udbredt så langt ned som til Jordan og det vestlige Iran.
Oftest finder man musvitten i åbne løvfældende skovområder, blandede skove og skovbryn. I tætte skove, herunder nåleskove foretrækker den normalt lysninger. I det nordlige Sibirien finder man den normalt i den boreale taiga. I Nordafrika holder den sig gerne til egeskove såvel som bevoksninger med atlasceder og endda palmelunde. I dens østligste udbredelsesområde i Sibirien, Mongoliet og Kina foretrækker den pile- og birkeskove i nærheden af floder. Pile- og poppelskove nær floder er de foretrukne habitater i det centrale Asien omkring Turkestan såvel som lave kratområder og oaser. Kommer man op i højderne, finder man musvitten i områder fra tætte løvfældende skove og nåleskove til mere åbne områder med spredte træbevoksninger.
Overordnet er musvitten ikke nogen trækfugl. Musvitpar vil normalt forblive i eller tæt på deres territorium året rundt, også i de nordlige områder af deres udbredelsesområde. Ungfuglene forlader deres forældres territorium, men vil normalt ikke finde territorier langt derfra. Populationer kan finde på i større omfang at trække væk fra deres territorier, hvis vintrene er strenge, og det er svært at finde føde. I så fald kan grupper på tusindvis af fugle fx trække fra det nordlige Europa til Baltikum, Holland, Storbritannien eller endda så langt væk som til det sydlige Balkan.
Musvitten er uden held søgt indført i USA; mellem 1872 og 1874 blev der udsat fugle i Cincinatti, Ohio, men de fandt aldrig fodfæste. Teorier om, at de skulle være fremragende indikatorer for æbleviklere førte næsten til, at man igen forsøgte sig med introduktionen af musvitten i andre dele af USA, men det blev ved overvejelserne. Et andet forsøg med udsættelse af musvitten fandt sted i 1960-61 i Almaty-provinsen i det, der nu er Kasakhstan. Her lykkedes det at etablere en bestand, men dens nuværende status er ukendt.

## Adfærd

### Føde
Musvitten lever om sommeren hovedsagelig af insekter, som de opsnapper i vegetationen. De æder også hvirvelløse dyr som græshopper, fårekyllinger, netvinger, ørentviste, bladlus (Hemiptera), myrer, fluer (Diptera), vårfluer, biller, skorpionfluer, mejere, bier, hvepse, snegle og bænkebidere. I perioden, hvor ynglen plejes, foretrækker musvitterne at give deres afkom proteinrige dyr som larver. En undersøgelse publiceret i 2007, viste, at musvitten hjælper med til at begrænse skaderne fra larver i æbleplantager med op imod 50 %. Ungfuglene får også i løbet af deres udvikling mange edderkopper af ernæringsmæssige årsager. I efteråret og om vinteren, hvor det er sværere at finde insekter, supplerer musvitten sin føde med frø og bær. Disse stammer hovedsageligt fra løvfældende træer og buske og omfatter blandt andet frø fra birk og hasselkerner. Hvor det er muligt, tager de gerne brødrester, solsikkefrø eller jordnødder, gerne blandet ind i fedt. I meget strenge vintre kan de æde op imod 44 % af deres kropsvægt i solsikkefrø. De fouragerer ofte på jorden, især i år med stor oldenforekomst,  og musvitten vil i lighed med andre mejser fouragere sammen med andre fuglearter.
Større fødeemner, som store kerner eller insekter, håndteres ved at holde fast i emnerne med en eller begge fødder og derpå banke løs på dem med næbbet, til de er klar til at æde. På denne måde kan musvitten komme ind til kernen på en hasselnød på cirka 20 minutter. Når de voksne fugle finder insekter til ungerne, vil de ofte banke hovederne af byttet for at gøre det lettere for ungerne at æde dem. Ligeledes vil de fjerne bagpartiet fra larver, så de tanniner, der findes der, ikke vil forsinke ungernes vækst.
Musvitten kombinerer sin alsidige føde med en betydelig mængde intelligens og evne til at løse problemer ved ræsonnement frem for ved "trial-and-error". I England har man oplevet musvitter, der lærte sig at fjerne folien på mælkeflasker afleveret ved huse for at tage fløden øverst heri. Denne adfærd, som første gang blev observeret i 1921, spredte sig hastigt over de følgende to årtier. I 2009 blev der meldt om musvitter, der dræbte og åd små flagermus (Pipistrellus). Det er første gang, at sangfugle er observeret at have jaget flagermus. Musvitterne gør dog kun dette om vinteren, når flagermusene er i hi, og der er mangel på anden føde. Der er også rapporteret om musvitter, der anvender værktøj i form af nåle fra nåletræer. Holdt fast i næbbet har fuglene kunnet anvend nålene til at vriste larver ud fra huller i træer. Fra 2013 findes en observation af enkelte musvitter, der angreb, dræbt og til en vis grad åd andre småfugle ved vintertide ved fodersteder i Finland.[kilde mangler]

### Formering
Musvitten er huleruger, det vil sige, at den til sin rede er afhængig af huller i gamle træer eller redekasser opsat af mennesker. Den kan også benytte murhuller, nedløbsrør, postkasser eller urtepotter. Redematerialet kan bestå af mos, hår, uld eller fjer.
Musvitparret leder efter egnet bolig allerede i januar-februar måned. Fuglen yngler 1-2 gange i perioden april til juli.
Musvitten truer andre fugle ved at strække hals og næb opad, så det gule bryst med den sorte stribe kommer til at virke truende på fjenden. Samtidig bevæger den hovedet, så de hvide kinder kommer til at ligne truende store "øjne".
Spurvehøgen udgør en af musvittens fjender.

### Redekasse
Mange af de fugle, der yngler i huller, har svært ved at finde egnede steder at yngle. Det skyldes især, at mange skove drives meget intensivt. Gamle og syge træer fældes og fjernes og dermed forsvinder de naturlige huller og sprækker, som unge træer og buske mangler.
Man kan afhjælpe fuglenes "bolignød" ved at købe eller bygge en redekasse efter følgende dimensioner.
| Art    | Kassens højde fra lågets underkant til kassens underkant (cm) | Dybde fra flyvehullets nedre kant til kassens underkant (cm) | Bundens indvendige min. mål bredde x dybde (cm) | Flyvehullets diameter (cm) | Kassens min. højde over jorden (m) |
| ------ | ------------------------------------------------------------- | ------------------------------------------------------------ | ----------------------------------------------- | -------------------------- | ---------------------------------- |
| Musvit | 30                                                            | 22                                                           | 10x15 (evt. 10x10)                              | 3,2                        | 1,5                                |

Redekassen ophænges bedst om efteråret, således at musvitten kan vænne sig til kassen inden foråret, hvor parringen foregår. Desuden kan kassen anvendes til overnatning om vinteren. For at undgå direkte sol samt slagregn fra vest hænges kassen bedst med flyvehullet vendt mod nord eller øst. Efter ynglesæsonen renses kassen iført handsker.

## Tilknytning til mennesker
Musvitten er en populær fugl i mange haver på grund af dens akrobatiske evner, når den spiser nødder eller fuglefrø. Den bygger gerne rede i fuglekasser, hvilket gør den til en egnet og ofte brugt fugl i ornitologi. Den er særligt nyttig som en model for studiet af udviklingen af forskellige karaktertræk, særligt størrelsen på kuldet. En databasesøgning af udgivet litteratur i perioden mellem 1969 og 2002 fandt 1.349 artikler som omhandlede Parus major.
Musvitten er generelt god til at tilpasse sig menneskelige ændringer i miljøet. Den er mere almindelig og har større ynglesucces i områder med uforstyrret skov, men har også tilpasset sig levesteder påvirket af menneskelig aktivitet og kan være meget almindelig i byområder. Eksempelvis er den ynglende population af musvitter i Sheffield (en by med op mod en halv million indbyggere) blevet estimeret til 17.164 individer. Ved at tilpasse sig miljøer med mennesker er det blevet observeret, at dens sang har ændret sig i støjforurenede områder. I områder med lavfrekvent baggrundslyd har musvittens sang en højere frekvens end i mere stille områder.

## Status for arten
Musvitten har udvidet sit udbredelsesområde og er flyttet nordpå til Skandinavien og Skotland og sydpå til Israel og Egypten. Den totale population er blevet estimeret til et sted mellem 300 og 1.100 millioner fugle på et område på 32,4 millioner kvadratkilometer. Selvom der har været nogle lokale fald i populationen i visse områder med dårlige yngleområder, gør dens store udbredelse og høje population, at den ikke betragtes som en truet dyreart og er klassificeret som ikke truet på IUCN's Rødliste.

## Supplerende litteratur
- Roger Peterson m.fl. Europas Fugle, 7. udgave, Gads Forlag 1985. ISBN 87-12-23403-6.
- Klaus Malling Olsen, Danmarks fugle – en oversigt, Dansk Ornitologisk Forening 1992, ISBN 87-87604-98-1.